# Síndrome del niño abandonado
El síndrome del niño abandonado es una condición de comportamiento o psicológica que resulta principalmente del abandono del niño por parte de los padres de una manera voluntaria o por  la pérdida de uno o ambos padres. El abandono puede ser físico (el padre/madre no está presente en la vida del niño) o emocional (el padre/madre retiene afecto, nutrición o estimulación).
Los padres/madres que dejan a sus hijos, con o sin buena razón, pueden causar daño psicológico al niño. Este daño es reversible, pero solo con la ayuda adecuada.

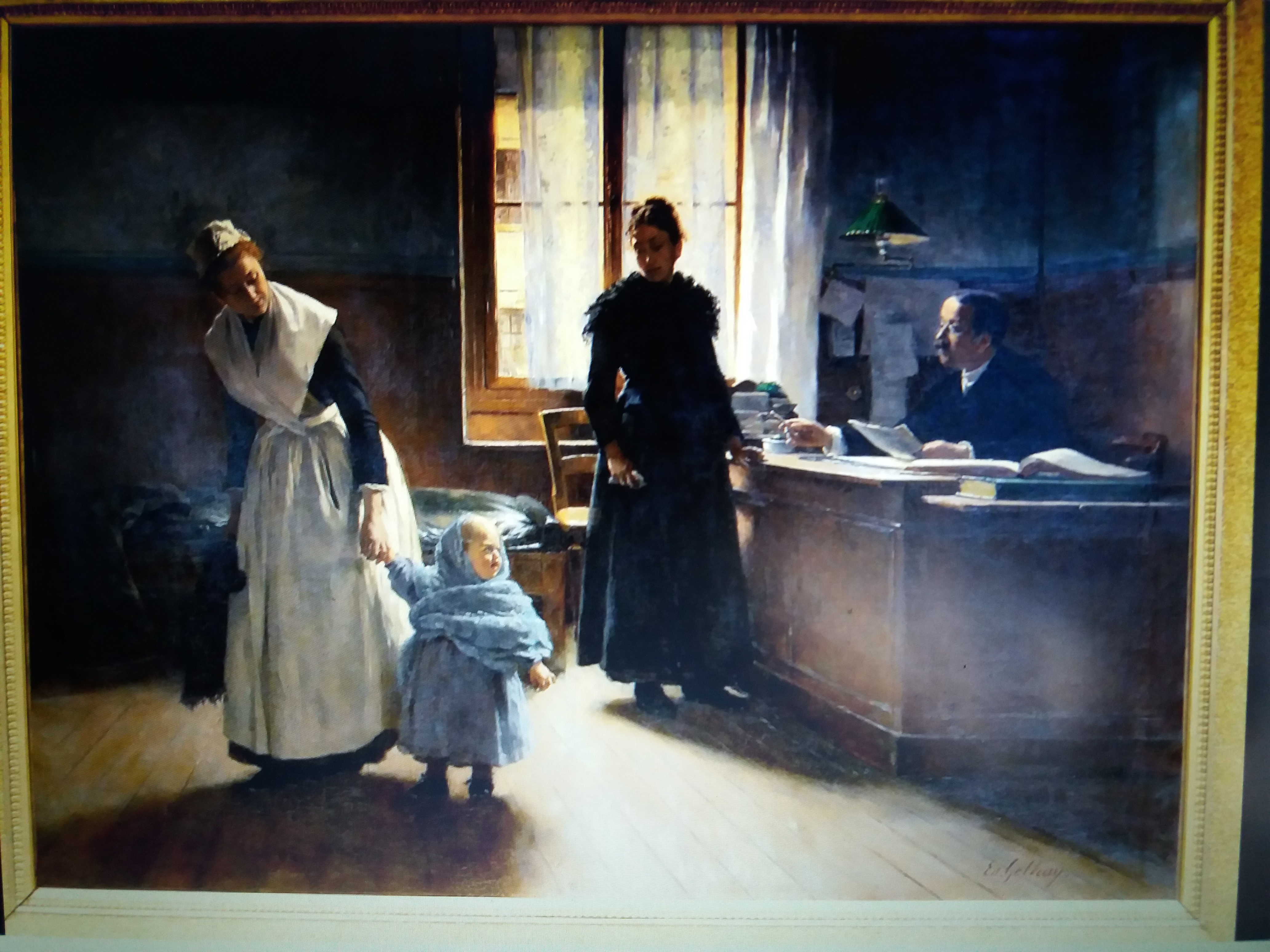
El Abandono. 1886

Los niños abandonados también pueden sufrir daños físicos por negligencia, desnutrición, hambre y abuso.
Existe una asociación entre  la falta total de cuidados durante más de 6 meses en la infancia y  los efectos perjudiciales a largo plazo, que en muchas ocasiones  no mejoran con años de nutrición y apoyo adecuados.
El síndrome del niño abandonado no es reconocido como un trastorno mental en ninguno de los manuales médicos, como la CIE-10 o el DSM-IV, tampoco forma parte de la revisión propuesta de este manual, el DSM-5.

## Causas
Cuando los niños son criados con pérdida crónica, sin la protección psicológica o física que necesitan y ciertamente merecen, es más natural para ellos interiorizar miedo increíble. No recibir la protección psicológica o física necesaria equivale al abandono.
Vivir con la experiencia de abandono crea vergüenza tóxica. La vergüenza surge del doloroso mensaje implícito en el abandono: "No eres importante, no eres de valor". Este es el dolor del que la gente necesita sanar.
Para algunos niños el abandono es principalmente físico. El abandono físico ocurre cuando las condiciones físicas necesarias para prosperar han sido reemplazadas por:
- Carencia de supervisión apropiada
- Provisión inadecuada de nutrición y comidas
- Ropa inadecuada, vivienda, calor, o refugio
- Abuso físico y/o sexual
- Verbal y/o abuso emocional (avergonzamiento, rechazo)
- Negligencia

## Síntomas
Los síntomas pueden ser físicos o mentales, y pueden extenderse hasta la edad adulta y tal vez durante toda la vida de una persona.
1. Dificultad para el aprendizaje y falta de concentración.
2. Inseguridad, rebeldía, desconfianza.
3. Sentimiento de culpa. El niño cree que hizo algo mal que causó el abandono.
4. Retirada de las actividades sociales.
5. Baja autoestima;
6. Necesidad de ser aceptados y miedo al rechazo
7. Sueño perturbado y desórdenes alimenticios
8. Víctima de maltrato por parte de otras personas;
9. Predisposición al consumo de alcohol y  sustancias ilegales;
10. Mayor proporción de autismo y retraso psicomotor a los 6 y 15 años . El retraso psicomotor desaparece en el adulto joven, pero en cambio, a esta edad pueden aparecer más problemas emocionales.